# Settimo Milanese
Settimo Milanese (Settim in dialetto milanese, IPA: [ˈsɛtim], e semplicemente Settimo fino al 1862) è un comune italiano di 19 950 abitanti della città metropolitana di Milano in Lombardia.

## Geografia fisica

### Territorio
Il territorio comunale di Settimo Milanese ha forma allungata e confina a nord e ad ovest con Cornaredo, mentre ad est e a sud con la città di Milano.
Settimo Milanese è situato nella zona occidentale del Parco Agricolo Sud Milano ed è separato dal capoluogo dalla tangenziale ovest. Il comune risulta composto da cinque centri abitati: Settimo Milanese, Seguro, Vighignolo, Cascine Olona e Villaggio Cavour.
La particolare posizione che situa l'abitato di Settimo Milanese nella campagna fuori da Milano, lo rende ricco di parchi, quali il bosco della Giretta che si estende per ben 24 ettari da Settimo fino a Seguro.
Nel 2008 il comune di Settimo Milanese ha vinto il premio "La Città per il Verde", per via degli importanti lavori e investimenti sul verde pubblico.

## Origini del nome
Sotto il profilo toponomastico si ritiene che il nome del paese derivi dalla distanza dalla città di Milano: esso si trova infatti presso la settima pietra miliare della strada che collegava Milano a Novara, spostata poi nel periodo altomedievale. L'epiteto "Milanese" fu aggiunto con l'unità d'Italia per distinguerlo da altri paesi con lo stesso nome.

## Storia
Sulle vicende storiche di Settimo Milanese la documentazione superstite è scarsa; si presume ad ogni modo che le origini del borgo siano da far risalire all'epoca romana come suggerirebbe appunto il nome e la sua spiegazione toponomastica. Da Sarre, in epoca romana, passava la via delle Gallie, strada romana consolare fatta costruire da Augusto per collegare la Pianura Padana con la Gallia.
Le prime documentazioni certe in possesso degli storici risalgono ad ogni modo al XII secolo: Settimo viene citata in numerosi documenti riguardanti il monastero milanese di San Maurizio maggiore, i cui diritti sul borgo vengono confermati con una bolla da papa Eugenio III del 29 luglio 1148. A pochi anni dopo, al 1153, risale tra l'altro la costruzione dell'antica chiesa di Santa Margherita di Settimo Milanese, così come delle vicine chiese di Vighignolo e Seguro. Nel medesimo periodo per Settimo viene citato un castrum, una fortificazione di proprietà della famiglia Balbi. Nel "Codex Diplomaticus Longobardiae" è conservato inoltre un documento dove la località di Settimo è citata come luogo di provenienza di alcuni testimoni atti a comparire in un processo tenutosi a Milano.
Il periodo più felice per la storia comunale fu quello intorno alla metà del XV secolo quando alla signoria dei Visconti si sostituì quella degli Sforza. Si assiste infatti in questo periodo ad una ripresa economica con relativa diffusione del benessere e con il rifiorire delle arti e della vita di corte. Successivamente si ha un periodo di decadenza coincidente con la dominazione spagnola della Lombardia occidentale (1533 - 1700) durante la quale viene applicata una politica di completo disinteresse ai bisogni della popolazione e di sfruttamento del paese, sempre a discapito dei più poveri. Nel 1572 il borgo viene visitato da San Carlo Borromeo nell'ambito di una sua visita pastorale nel contado milanese.
Nel 1771 Settimo contava 712 abitanti. Il governo di Napoleone espanse grandemente il comune, annettendogli Vighignolo nel 1809, mentre nel 1811 gli incluse Cassina del Pero, Figino, Quinto Romano e Seguro, portandolo così a 1 913 abitanti. Con la restaurazione degli austriaci nel 1815, i comuni vennero nuovamente resi tutti indipendenti, salvo poi apportare nuove modifiche nel 1841 per quanto riguarda Seguro e Vighignolo che vennero riaccorpate al territorio di Settimo per esiguità di abitanti. Nel 1862, dopo l'avvenuta unità d'Italia, Settimo trarrà l'aggettivo "Milanese" per distinguersi da altre omonime località italiane.
Favorito dalla sua posizione Settimo ha un ruolo importante sia nella resistenza partigiana durante il periodo fascista, sia nella lotta per la liberazione.
A partire dalla metà del Novecento, Settimo avviò un programma di profonda trasformazione del tessuto sociale e urbano, grazie all'impianto delle prime industrie tra cui spicca la Auso Siemens (che diventerà poi l'odierna Italtel S.p.A.) in località Castelletto.

### Simboli
(Descrizione araldica dello stemma)
Lo stemma originario del paese è composto da uno scudo diviso orizzontalmente in due parti; quella superiore ha uno sfondo rosso e tre pali d'argento, quella inferiore ha invece lo sfondo argenteo e tre pali rossi, i sette pali rappresentano la distanza da Milano, sette miglia appunto, come attesterebbe anche l'origine del nome del paese. Malgrado la concessione del titolo di città, il comune di Settimo Milanese è uno dei pochi ad aver mantenuto la propria corona comunale nello stemma.

## Monumenti e luoghi d'interesse

### Architetture religiose

#### Chiesa di Santa Margherita
Identificata come il luogo di culto più antico dell'abitato di Settimo, la chiesa di Santa Margherita ha la sua prima attestazione documentaria al XII secolo quando già viene citata nel "Liber Notitiae Sanctorum Mediolanensis" di Goffredo da Bussero. La struttura attualmente visibile è frutto di un rifacimento risalente al 1534 ad opera del sacerdote Francesco Balbi, membro della famiglia che all'epoca era tra i massimi proprietari settimini.
Di forma rettangolare, a navata unica, ha la facciata disposta verso la via di passaggio e presenta forme esterne neoromaniche frutto di interventi realizzati a fine Ottocento.

#### Oratorio di San Giovanni Battista (Cascine Olona)
Tra i monumenti di Settimo, testimoni di un passato, troviamo l'Oratorio di San Giovanni Battista, situato nella frazione di Cascine Olona. L'oratorio, di ridotte dimensioni, venne fatto edificare dal nobile Paolo Mantegazza e consacrato nel 1468.
L'edificio è caratterizzato da un corpo longitudinale con tetto a vista che termina in un'abside quadrata. Notevoli la piccola fronte e il campanile che fornisce agilità all'insieme. Esso contiene molti dipinti attribuiti alla scuola di Vincenzo Foppa: "L'annunciazione della vergine", "La nascita del Battista" e "Il Giudizio Universale".
All'inizio del Novecento, vista la sua particolare posizione lungo la via Novara, rischiò di venire abbattuto per agevolare il percorso del Gamba de legn, la tramvia milanese che collegava con la provincia, cosa che ad ogni modo non avvenne per intervento della sovrintendenza per la conservazione dei beni culturali.

### Architetture civili

#### Palazzo d'Adda
Palazzo d'Adda venne fatto costruire dalla famiglia omonima a partire dalla prima metà del Cinquecento. Al XVI secolo risale infatti il porticato a colonne tuscaniche ancora oggi presente e la conformazione di alcuni locali nei quali è possibile ammirare affreschi della scuola del Luini e del Quini, in particolare nel salone d'onore dove sono visibili ricche grottesche. Al piano superiore, le sale sono decorate con raffigurazioni allegoriche di epoca barocca nei fascioni sotto il soffitto, decorato prevalentemente a cassettone.
Il grande e suggestivo giardino all'italiana che circonda l'edificio è oggi il parco pubblico del comune. Il palazzo ospita gli uffici comunali che con le loro strutture moderne hanno creato un contrasto suggestivo e affascinante che accosta antico e moderno in modo armonico.
Il palazzo venne concepito dalle sue origini come residenza di campagna e come tale utilizzato anche nei secoli successivi, venendo quindi abitato solo nel periodo estivo e della famiglia D'Adda solo il conte Francesco II (qui morto nel 1644) vi risiedette stabilmente. Tra i personaggi di rilievo che la famiglia D'Adda vi ospitò citiamo il cardinale Federico Borromeo e per ultima, di passaggio, negli anni '30, la principessa Mafalda di Savoia.

#### Monumenti
Il Museo Nazionale della Scienza e della Tecnologia Leonardo da Vinci di Milano ed il Comune di Settimo Milanese, hanno avviato il progetto per ricollocare una locomotiva del Gamba de Legn, depositata per molto tempo in un locale non visitabile del Museo, nel Comune di Settimo Milanese che il treno attraversava nel suo percorso da Milano a Magenta e Castano Primo; oggi è visitabile presso il padiglione espositivo appositamente costruito in via Giuseppe Panzeri (SS 11). Ciò avviene nell'ambito del programma di celebrazioni del sessantesimo anniversario del Museo Nazionale della Scienza e della Tecnologia, aperto al pubblico dal 1953. La “storica” tranvia, inaugurata nel 1879, è stata in servizio fino al 1957, passando dal 1939 sotto il controllo di ATM. 
La locomotiva esposta è stata costruita nel 1912 dalla Société Anonyme la Métallurgique di Tubize e, dopo vent'anni sulla tranvia Milano-Pavia, ha prestato servizio dal 1936 proprio sulla linea Milano-Magenta-Castano Primo. Museo e Comune si sono prefissati l'obiettivo di realizzare questo progetto senza spese a loro carico, confidando nel lavoro volontario e nel sostegno di tutti coloro che condividono l'intenzione di valorizzare la storia di questo mitica locomotiva, autentica protagonista dell'epopea del trasporto pubblico e dello sviluppo dei territori del nord-ovest Milano. Il progetto si è concluso il 26 ottobre 2014 durante le celebrazioni per la festa del Comune con l'inaugurazione del padiglione espositivo.

## Clima
| Settimo Milanese    | Mesi | Mesi | Mesi | Mesi | Mesi | Mesi | Mesi | Mesi | Mesi | Mesi | Mesi | Mesi | Stagioni | Stagioni | Stagioni | Stagioni | Anno  |
| Settimo Milanese    | Gen  | Feb  | Mar  | Apr  | Mag  | Giu  | Lug  | Ago  | Set  | Ott  | Nov  | Dic  | Inv      | Pri      | Est      | Aut      | Anno  |
| ------------------- | ---- | ---- | ---- | ---- | ---- | ---- | ---- | ---- | ---- | ---- | ---- | ---- | -------- | -------- | -------- | -------- | ----- |
| T. max. media (°C)  | 5,1  | 8,0  | 13,1 | 17,9 | 22,6 | 26,1 | 29,0 | 27,7 | 24,0 | 17,6 | 10,9 | 6,3  | 6,5      | 17,9     | 27,6     | 17,5     | 17,4  |
| T. min. media (°C)  | −1,2 | 0,5  | 3,9  | 7,5  | 11,7 | 15,2 | 17,7 | 17,2 | 14,1 | 9,0  | 4,1  | 0,1  | −0,2     | 7,7      | 16,7     | 9,1      | 8,3   |
| Precipitazioni (mm) | 57   | 65   | 84   | 96   | 101  | 99   | 68   | 92   | 82   | 122  | 112  | 69   | 191      | 281      | 259      | 316      | 1 047 |

## Società

### Evoluzione demografica
- 630 nel 1751
- 712 nel 1771
- 605 nel 1805
- 872 nel 1809 dopo l’annessione di Vighizzolo
- 1903 nel 1811 dopo l’annessione di Pero, Figino, Quinto Romano e Seguro
- 2221 nel 1853 dopo l’annessione di Vighizzolo e Seguro

Abitanti censiti

### Etnie e minoranze straniere
Al 1 gennaio 2023 la popolazione straniera era di 1 349 persone, pari al 7,92% degli abitanti.

## Cultura

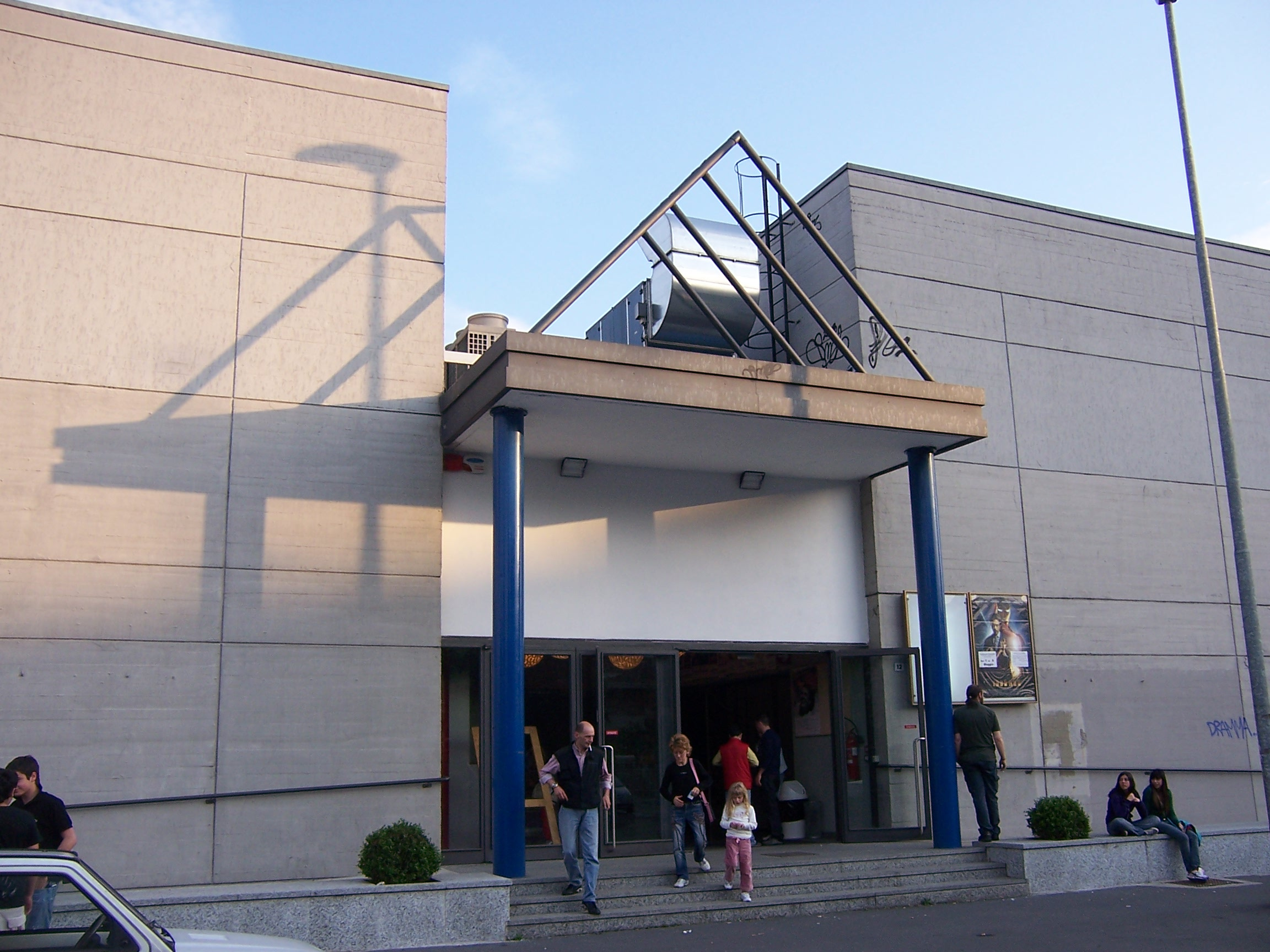
L'Auditorium, che comprende un cinema

Importanti per la comunità sono la Biblioteca comunale "Carlo Caronni" e l'Auditorium "Anna Marchesini" che funge anche da cinema.

### Istruzione
Nel comune sono presenti tre scuole primarie: una a Seguro, costruita recentemente, una a Vighignolo e una a Settimo (intitolata a Bruno Buozzi). Nel comune è inoltre presente la scuola secondaria di primo grado "Paolo Sarpi". A partire dal 1º settembre 2013 è entrato in vigore il ridimensionamento che ha portato alla creazione di un unico Istituto Comprensivo di Settimo Milanese che raggruppa tutte le scuole pubbliche del territorio.

### Eventi
Durante l'anno nel comune di Settimo Milanese vengono istituite molte festività riguardanti l'ambiente, lo sport, e la cultura in aggiunta a quelle religiose
- 17 gennaio: Sant'Antonio abate, viene festeggiato con un grande falò nel campo davanti al centro commerciale organizzato dall'Associazione La Risorgiva. A Vighignolo, invece, il falò viene organizzato dalla Comunità Pastorale della città.
- 20 gennaio: San Sebastiano, Santo patrono di Vighignolo, vengono benedetti i cavalli per evitare che si ammalino
- 10 febbraio Giorno del Ricordo il Comitato locale dell'Associazione Nazionale Partigiani Cristiani sezione Gino Bartali organizza insieme ad alcuni Consiglieri Comunali liberali un corteo accompagnato da canti patriottici e interventi di vari esuli
- 20 aprile: caccia ai diritti, viene fatta una caccia al tesoro per far conoscere a tutti i diritti dei bambini
- 29 marzo 2025: un albero per ogni nuovo nato, per ogni bambino nato residente nel comune viene piantato un albero per ripopolare il parco della Giretta, questa usanza è nata nel 1992 e da quell'anno è stato notevolmente ampliato il verde cittadino
- dal 20 aprile al 15 luglio: Settimo sport, manifestazioni sportive nelle frazioni con vari tornei per tutti i tre mesi
- dal 25 aprile a 2 giugno, "una democrazia vitale mantiene viva la memoria della propria origine" vengono fatte una serie di conferenze e manifestazioni con lo scopo di avvicinare tutti i cittadini al significato di democrazia
- da maggio a giugno: il consiglio comunale viene aperto i bambini per far apprendere loro quali sono i compiti di chi li governa e che progetti sono in atto nel paese
- giugno: i week-end della scienza, giornate dedicate alla scienza e alla cultura
- 4 giugno: festa dello sport, si presentano al pubblico alcune discipline sportive
- ultima domenica di giugno: festa di San Giovanni Battista, manifestazioni nella zona di Cascine Olona di cui è il Patrono
- Ultima settimana di giugno: Cascine Olona in festa, manifestazione con bancarelle, spettacoli e tanto divertimento
- seconda domenica di settembre: festa della natività della Beata Vergine Maria, manifestazioni nella zona di Vighignolo a cui è dedicata la Chiesa Parrocchiale
- quarta domenica di settembre: festa dell'uva, viene festeggiato il raccolto dell'anno con assaggi di vari tipi di uve nella zona di Vighignolo
- seconda domenica di ottobre: festa della Madonna del Rosario, nella frazione di Seguro di cui è patrona vengono fatte sfilate di moda, concerti e spettacoli pirotecnici, inoltre al pomeriggio la statua della Madonna sfila nel centro cittadino. Il giorno successivo il parroco della frazione si reca con i fedeli nel locale cimitero per la preghiera ai segurini defunti.
- quarta domenica di ottobre: festa di santa Margherita, nella zona di Settimo Milanese si festeggia la patrona con bancarelle lungo tutto via Vittorio Veneto e via Libertà
- novembre: un dovere per un diritto, durante il mese di novembre i bambini incontrano il sindaco e la giunta comunale in occasione della convenzione ONU sui diritti dell'infanzia
- 4 novembre: anniversario della Vittoria, si celebra la vittoria della prima guerra mondiale con la memoria ai caduti. Messa in ricordo dei caduti e relativo corteo che parte da Piazza degli Eroi e arrivo al cimitero di Settimo Milanese.

## Geografia antropica

### Frazioni
Cascine Olona
Il nome della frazione deriva dalla tipica struttura abitativa lombarda, la cascina. Il nome Olona deriva dal corso d'acqua, deviato verso Milano nell'epoca romana, che passava presso la zona abitata, in cui rimangono ancora rami secondari.
Vighignolo
Il nome deriva probabilmente (non si hanno infatti fonti certe) dal termine viganum, che indicava una forma di governo composta dai capifamiglia locali.
Seguro
Il nome del paese deriva verosimilmente da Securus, abitante romano che avrebbe ricevuto in possesso il territorio.
Villaggio Cavour
Il nome dell'abitato fu dato nell'Ottocento in onore del Risorgimento. Molte vie della frazione, invece, commemorano i luoghi delle battaglie più importanti delle tre guerre d'Indipendenza Italiana.

## Amministrazione
| Periodo        | Periodo        | Primo cittadino   | Partito         | Carica  | Note |
| -------------- | -------------- | ----------------- | --------------- | ------- | ---- |
| 14 giugno 2004 | 25 maggio 2014 | Massimo Sacchi    | Centro-sinistra | Sindaco |      |
| 25 maggio 2014 | 24 giugno 2024 | Sara Santagostino | Centro-sinistra | Sindaca |      |
| 24 giugno 2024 | in carica      | Fabio Rubagotti   | Centro-sinistra | Sindaco |      |